# Raymund Tschudi
Raymund Tschudi OSB (* 7. Juli 1914 in Basel; † 21. Juni 2011) war Abt des Klosters Einsiedeln und Teilnehmer aller Sitzungsperioden des Zweiten Vatikanischen Konzils.

## Leben
Als Franz Julius Tschudi geboren, trat er in die Benediktinerabtei Maria Einsiedeln ein, wo er den Ordensnamen Raymund annahm.
Tschudi legte die Profess 1936 ab und empfing am 18. Mai 1940 die Priesterweihe. Er wurde am 29. Oktober 1959 zum Abt von Einsiedeln gewählt, am 14. November desselben Jahres wurde diese Wahl bestätigt und er wurde vom Nuntius Gustavo Testa zum Abt geweiht und in das Amt eingeführt. 
Von seinem Amt trat er am 5. September 1969 zurück und verließ die Klostergemeinschaft.